# Brodnia Górna
Brodnia Górna [pronunciación en polaco: /ˈbrɔdɲUn ˈɡurna/] es un pueblo ubicado en el distrito administrativo de Gmina Buczek, dentro del distrito de Łask, voivodato de Łódź, en Polonia central. Se encuentra aproximadamente a 5 kilómetros al norte de Buczek, a 7 kilómetros al sureste de Łask, y a 34 kilómetros al suroeste de la capital regional Łódź.